# L'Échelle
L'Échelle es una comuna francesa situada en el departamento de Ardenas, en la región Gran Este.

## Demografía
| 182 | 204 | 193 | 198 | 184 | 146 | 139 |
| Para los censos de 1962 a 1999 la población legal corresponde a la población sin duplicidades (Fuente: INSEE [Consultar]) |     |     |     |     |     |     |